# 近藤春菜
近藤 春菜（こんどう はるな、1983年〈昭和58年〉2月23日 - ）は、日本のお笑いタレント。お笑いコンビハリセンボンのツッコミ担当。相方は箕輪はるか。東京都狛江市出身。GATE所属。

## 来歴
父親は警視庁の警察官。狛江市立狛江第一小学校、狛江市立狛江第一中学校、国本女子高等学校、桐朋学園大学短期大学部（現在の桐朋学園芸術短期大学）日本文化専攻を卒業した。
高校生の頃、当時のガールスカウト仲間だった笠原優紀と漫才コンビを結成した。しかし、その後コンビは自然消滅となる。
吉本総合芸能学院 (NSC) で箕輪はるかと出会い、気が合ったため2003年にコンビを結成し、翌年にデビューを果たす。
2012年、ニホンモニターが発表したその年の上半期タレント番組出演本数ランキングで318番組に出演したとして1位を獲得した。2011年はランキング圏外であったが、1年でトップに躍り出た。
2015年1月1日、狛江市より観光大使として任命される。翌年、狛江市役所正面入口に記念撮影用の等身大パネルが設置された。
2015年、よしもと男前ブサイクランキング2015で女芸人部門「ぶちゃいく」で3年連続の1位を獲得し、殿堂入りした。
2016年3月28日から『スッキリ』のサブ司会に就任し、月曜日から金曜日まで全曜日に出演していた。
2019年8月24日・25日に放送された『24時間テレビ42』で、駅伝の第1区走者として32.195キロメートルを完走した(以下走行順によしこ、水卜麻美、いとうあさこ)。
2020年4月7日に自身の公式Instagramを開設した。
2021年3月26日をもって、『スッキリ』のサブ司会を卒業した。
2023年12月27日、相方の箕輪はるかとともに吉本興業東京本社との所属契約を12月31日に終了し、2024年1月1日よりGATEに移籍することが発表された。

## 人物・エピソード
箕輪や先輩芸人などからは「春菜」と呼ばれる。身長155cm、体重83kg。星座は魚座。血液型はA型。
容姿・体型
大幅に老けて見られ、容姿も話し方も中年女性そのものとされる。幼少期は体が大きいことを除けば普通で、高校生の時にはすでに現在の容姿になっており、高校生ではなく中年女性（または中年男性）の外見だったため、この当時の写真は同級生と一緒に写っている写真にもかかわらず生徒と教師または責任者のように見えていたとのこと。
自他共に認めるほど角野卓造によく似ており、春菜自身もそれを逆手に取って、話し相手が「角野」と言うと自分の顔を指して「角野卓造じゃねぇよ！」とキレるというくだりを持ちネタにしている。あまりにも角野に似ていると言われるため、ワイプで角野の写真を使用する際に、角野の所属事務所に許可を得るため電話を入れると「あっ、その件ですね」ということで、あっさり許可が下りる。角野本人とは、2008年3月29日に放送された『オールスター感謝祭 '08春』で初めて対面し「そっくりさん」のお墨付きと顔写真使用の快諾を得た。また、同年7月26日から7月27日にかけて放送された『FNS27時間テレビ (2008年)』では『渡る世間は鬼ばかりの登場人物の小島勇に扮して登場し、「角野卓造、だよ!」と言った。さらに同年11月13日放送の『うたばん』に『渡鬼おやじバンド』がゲスト出演した際にスペシャルゲストとして出演し、春菜は“本家”と初共演を果たした。ものまねされることについて角野は春菜に感謝の意を示しており、角野自身も「近藤春菜じゃね〜よ!」というお返しギャグを披露することもある。
2014年放送の『HERO』では、角野演じる牛丸次席の娘・ミユキが「父にそっくり」という設定だったことから、娘役でいつか春菜が登場するのではとの期待から話題を呼んだものの、最後まで登場することはなかった。しかし、2015年8月1日に放送された『ドラマレジェンド HERO特別編』、そして同年に公開された映画版『HERO』ではついに（田村検事の携帯電話の待ち受け画面ではあるものの）登場し、ファンの期待に応えた。また、同じく親子役でNTTドコモのCMも製作されている。
2013年に映画『体脂肪計タニタの社員食堂』の公開直前イベントにおいて計測した体脂肪率は44.7%。なお、相方の箕輪の体脂肪率は26.4%だった。
視力は0.04の強度近視だったが、近視矯正手術を受け1.5になった。眼鏡好きなのでその後は伊達眼鏡を掛けている。
声優として『ドラゴンクエストXオフライン』のフルッカ役に起用された際、容姿が似ていることを以前から耳にしており「似てる似てると言われ、フルッカじゃねーよ！と叫びながらも、フルッカに決まったときは、うん。わたししかいないよね。と嬉しかったものです。人って、骨格が似てたら、声が似てるって言うじゃないですか。だから、私の声はフルッカの声、なんですよ」と述べている。オンライン版でもVer.6で配信された10周年クエスト「天を超えてゆけ」でフルッカの声を担当し、祖母のハルッカが登場したが、声優は箕輪ではなく槇原千夏が担当している。
趣味・造詣
趣味はインターネットと音楽鑑賞である。13歳頃に初めて聴いた安室奈美恵の『Don't wanna cry』に衝撃を受けてファンクラブに加入するほど、安室奈美恵の大ファンである。高校生時代に、安室が出演予定の番組『HEY!HEY!HEY! MUSIC CHAMP』の観覧募集に当選したことがある。また、ライブ会場のグッズ売り場に並んでいる姿がたびたび目撃されており、関係者としての招待ではなく一般と同じ抽選でチケットを得ている。このように共演する機会はめぐってこなかったが、2010年3月24日、仕事で行っていた『第2回沖縄国際映画祭』に安室奈美恵がサプライズ出演し初対面を果たす。さらに、その夜の飲み会にも安室本人が参加し、春菜はブログでそのときの感動を「沖縄にて、夢が叶いました。信じられないことが起こりました。いまだに放心状態です」と綴り、花火の画像でその思いを表現した。
公式ブログではコメント欄の質問に不定期に返信している。男性では松山ケンイチのファンであり、『はねるのトびら』の女芸人料理対決にて初対面を果たした。好みのタイプとして前述した松山の他に、室伏広治、二宮和也（箕輪も同様）を挙げる。
中学校時代はバスケットボール部に所属していた。
交友関係
最初にコンビを組んだ笠原優紀とは解散以来15年間連絡を取っていなかったが、2016年3月24日放送分の『櫻井有吉アブナイ夜会』の企画によって再会を果たした。なお、笠原はその後お笑いコンビ「すきゃんぴ」のメンバー「ちゃこ」を経て、「榎元カンナ」名義で女優として活動している。
西脇綾香や森カンナ、水川あさみなど、芸人以外の女性芸能人とも交友がある。特に『花子とアン』で共演した吉高由里子は親友であるといい、『正義のセ』でも共演している。
特技
- 口を使ったパントマイム・料理
- 首でフラフープを回す

評価
- 櫟本憲勝は、春菜を「アドリブがきいて、頭の回転の早い人」と評している。
- 設楽統は「現役女芸人ナンバーワン」とし、番組でのいじられたときの返しや、立ち振る舞いを絶賛している。

ものまね
誰か（相方の箕輪など）に振られてものまねをした後、「○○じゃねぇよ！」と春菜がノリツッコミするのが定番となっている。元々は田村淳に番組で角野卓造似であることをネタにされたことが発端で、以降20年以上使われている。
ものまねレパートリー
- 和泉節子
- 角野卓造
- 金子哲雄
- 亀井静香
- サンボマスター山口隆
- シュレック
- ステラおばさん（アントステラ社のキャラクター）
- スーザン・ボイル
- 竹山隆範
- ベイマックス
- マイケル・ムーア
- 六角精児
- パン・シヒョク
- Vaundy
- タルヤ・ハロネン（フィンランドの元大統領）

上記以外にも非常に多数のレパートリーがある。

## 出演
コンビ出演はハリセンボンを参照

### バラエティ
- 10匹のコブタちゃん 〜ヤセガマンしないTV〜（2013年1月21日 - 9月16日、フジテレビ系列）
- 本日、開店します!（2013年4月17日 - 9月18日、TBS系列）
- GirlsParty（2013年4月8日 - 2020年3月26日、テレビ静岡）
- 七人のコント侍第3期（2013年9月 - 10月、NHKBSプレミアム）
- もんくもん（2015年12月27日 - 2016年3月20日、読売テレビ） - 産休中のなるみに代わるゲストMC
- ナカイの窓（2012年10月11日 - 2019年3月27日、日本テレビ）- 陣内智則、山里亮太らと不定期交替でゲストMC
- 土曜スタジオパーク（2019年4月6日 - 、NHK総合）- 足立梨花と共にMC[56]
- 内村のツボる動画（2019年7月9日 - 、テレビ東京） - 内村光良・澤部佑と共にMC
- 通販だけ生活→春菜ザキさんのタダの通販じゃねーよ!（2021年4月 - 2022年9月､ テレビ朝日） - 山崎怜奈と共にMC[57]
- 夢のオーディションバラエティー〜Dreamer Z（2021年10月 - 2023年3月､ テレビ東京）

### 情報番組
- スッキリ（2016年3月28日 - 2021年3月26日[1]、日本テレビ系列） - サブ司会[13]
- ZIP!（2023年10月13日  - 12月22日、日本テレビ系列） - 金曜パーソナリティー[58]

### インターネット配信
- HITOSHI MATSUMOTO presents ドキュメンタル（2018年、Amazonプライム・ビデオ）- シーズン6出演[59]

### テレビドラマ
- ライオン丸G（2006年、テレビ東京） - ハルナ 役
- まるまるちびまる子ちゃん 〜20年後の同窓会（2007年7月12日、フジテレビ系列） - みぎわ花子（大人） 役
- 暴れん坊ママ 第1話（2007年10月16日、フジテレビ） - 川野哲（大泉洋）の友人 役
- 血液型別 オンナが結婚する方法♪（2009年2月23日 - 26日、フジテレビ） - 水沢麗華 役
- サザエさん3（2011年1月2日、フジテレビ） - 花沢花子（大人） 役
- 連続テレビ小説 花子とアン（2014年、NHK） - 白鳥かをる子 役[60]
- Dr.倫太郎 第1話（2015年4月15日、日本テレビ） - 阿川繭子 役
- 正義のセ 第8話（2018年5月30日、日本テレビ） - 伊沢里穂 役[61]
- 大河ドラマ 西郷どん（2018年、NHK） - 虎 役[62]
- 悪女（わる）〜働くのがカッコ悪いなんて誰が言った?〜（2022年4月13日 - 6月15日、日本テレビ） - 川端光 役[63]
- 元彼の遺言状 第5話（2022年5月9日、フジテレビ） - 秘書 役[64]
- 星降る夜に 第1話（2023年1月17日、テレビ朝日） - 芝里子 役[65]
- ブラッシュアップライフ 第9話・最終話（2023年3月5日・12日、日本テレビ） - 鈴木泰子（写真出演） 役[66]
- ラストマン-全盲の捜査官- 第5話（2023年5月21日、TBS） - 小久保桃子 役[67]
- ブラックポストマン（2023年8月18日 - 9月29日、テレビ東京） - 原田遥香 役[68]

### 映画
- 日常〜恋の声〜（2007年）
- クワイエットルームにようこそ（2007年） - 明日香の友達 役
- 純喫茶磯辺（2008年） - 江頭麻美 役
- タバコイ〜タバコで始まる恋物語〜（2012年）
- HERO（2015年） - 田村美由紀（牛丸豊の娘） 役
- 半径1メートルの君〜上を向いて歩こう〜「バックヤードにて」（2021年2月26日、KATSU-do）[69]

### 吹き替え
- クレヨンしんちゃん 超時空!嵐を呼ぶオラの花嫁（2010年） - 花嫁（希望）軍団C春菜 役
- プレーンズ2/ファイアー&レスキュー（2014年） - ディッパー 役
- 西遊記〜はじまりのはじまり〜（2014年） - 猪八戒 役[70]
- 2分の1の魔法（2020年） - ローレル 役[71]
- 野生の島のロズ（2025年） - 雁の仲間 役[72]

### ナレーション
- MJ Presents チャットモンチー徳島こなソンフェス〜10週年おめでとう（2016年3月28日、NHK） - ナレーション
- 映画『WE ARE Perfume -WORLD TOUR 3rd DOCUMENT』（2015年10月31日）[73]

### ラジオドラマ
- いぬまるだしっ（2011年） - たまこ先生 役

### 舞台
- いきなり本読み! in三越劇場（2024年10月11日、三越劇場）[74]
- AOI Pro.コント公演「混頓 vol.7」（2025年11月28日・30日〈予定〉、TOKYO FM HALL）[75]

### ゲーム
- ドラゴンクエストX オフライン（2022年） - フルッカ 役[76]

### CM
- 日清食品「日清 麺職人」（2010年-）
- 東宝「映画クレヨンしんちゃん 超時空!嵐を呼ぶオラの花嫁」（2010年4月）
- Yahoo! JAPAN「あした!こうなるテレビ」（2010年5月24日 - 5月29日）
- 京楽産業.「ぱちんこ・巨人の星」（2011年） - 左門豊作に扮して出演（顔のみ。左門じゃないことにツッコミを入れる）
- P&G「レノア・プラス 手のひら消臭×Oh!どや顔サミット」（2012年）
- NTTドコモ「家族まとめて割」（2015年） - 角野卓造と共演[25]
- 久光製薬「サロンパス」（2016年）[77]
- サッポロビール「サッポロ 麦とホップ Platinum Clear」（2016年）[78]
- ユニバーサルミュージック 秦基博「All Time Best ハタモトヒロ」（2017年）
- PayPay（2020年）[79]
- サントリー「トリスハイボール缶」（2021年） - 吉高由里子と共演
- ソフトバンク「無制限 HERO’S」（2021年）[80]
- リクルートホールディングス「じゃらんスペシャルウィーク」（2022年）
- HOYA「アイシティ」（2023年）[81]
- アサヒ飲料「シンプルecoラベル」シリーズ（2024年）[82]